# Lissemysia bipini
Lissemysia bipini är en plattmaskart som beskrevs av Agrawal 1981. Lissemysia bipini ingår i släktet Lissemysia och familjen Aspidogastridae. Inga underarter finns listade i Catalogue of Life.